# U-274 (tàu ngầm Đức)
U-274 là một tàu ngầm tấn công  Lớp Type VII thuộc phân lớp Type VIIC được Hải quân Đức Quốc Xã chế tạo trong Chiến tranh Thế giới thứ hai. Nhập biên chế năm 1942, nó chỉ thực hiện được hai chuyến tuần tra và không đánh chìm được mục tiêu nào, trước khi bị các tàu khu trục Hải quân Hoàng gia Anh HMS Duncan và HMS Vidette cùng một máy bay ném bom B-24 Liberator Không quân Hoàng gia Anh phối hợp đánh chìm trong Đại Tây Dương vào ngày 23 tháng 10, 1943.

## Thiết kế và chế tạo

### Thiết kế

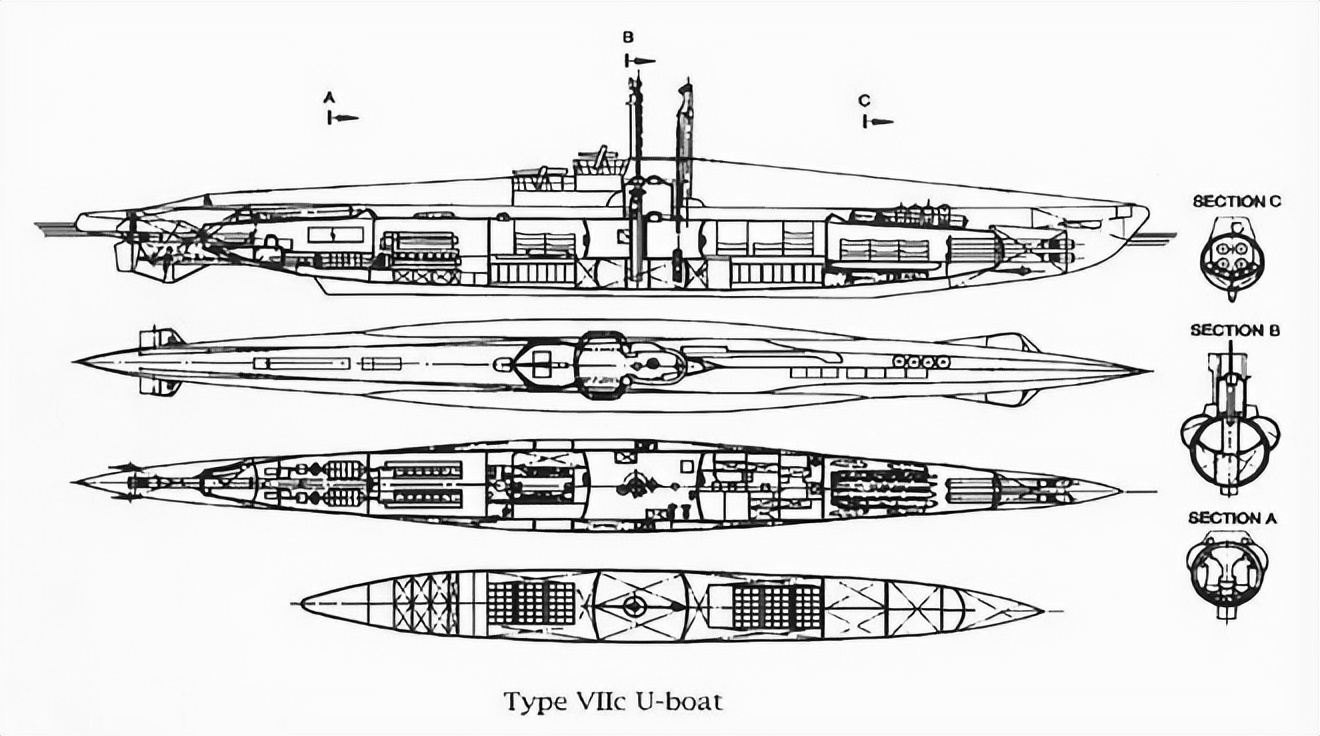
Sơ đồ các mặt cắt một tàu ngầm Type VIIC

Phân lớp VIIC của Tàu ngầm Type VII là một phiên bản VIIB được kéo dài thêm. Chúng có trọng lượng choán nước 769 t (757 tấn Anh) khi nổi và 871 t (857 tấn Anh) khi lặn). Con tàu có chiều dài chung 67,10 m (220 ft 2 in), lớp vỏ trong chịu áp lực dài 50,50 m (165 ft 8 in), mạn tàu rộng 6,20 m (20 ft 4 in), chiều cao 9,60 m (31 ft 6 in) và mớn nước 4,74 m (15 ft 7 in).
Chúng trang bị hai động cơ diesel Germaniawerft F46 siêu tăng áp 6-xy lanh 4 thì, tổng công suất 2.800–3.200 PS (2.100–2.400 kW; 2.800–3.200 bhp), dẫn động hai trục chân vịt đường kính 1,23 m (4,0 ft), cho phép đạt tốc độ tối đa 17,7 kn (32,8 km/h), và tầm hoạt động tối đa 8.500 nmi (15.700 km) khi đi tốc độ đường trường 10 kn (19 km/h). Khi đi ngầm dưới nước, chúng sử dụng hai động cơ/máy phát điện AEG GU 460/8–27 tổng công suất 750 PS (550 kW; 740 shp). Tốc độ tối đa khi lặn là 7,6 kn (14,1 km/h), và tầm hoạt động 80 nmi (150 km) ở tốc độ 4 kn (7,4 km/h). Con tàu có khả năng lặn sâu đến 230 m (750 ft).
Vũ khí trang bị có năm ống phóng ngư lôi 53,3 cm (21 in), bao gồm bốn ống trước mũi và một ống phía đuôi, và mang theo tổng cộng 14 quả ngư lôi, hoặc tối đa 22 quả thủy lôi TMA, hoặc 33 quả TMB. Tàu ngầm Type VIIC bố trí một hải pháo 8,8 cm SK C/35 cùng một pháo phòng không 2 cm (0,79 in) trên boong tàu. Thủy thủ đoàn bao gồm 4 sĩ quan và 40-56 thủy thủ.

### Chế tạo
U-274 được đặt hàng vào ngày 20 tháng 1, 1941, và được đặt lườn tại xưởng tàu của hãng Bremer-Vulkan-Vegesacker Werft ở Bremen vào ngày 9 tháng 1, 1942. Nó được hạ thủy vào ngày 19 tháng 9, 1942, và nhập biên chế cùng Hải quân Đức Quốc Xã vào ngày 7 tháng 11, 1942 dưới quyền chỉ huy của Hạm trưởng, Trung úy Hải quân Günther Jordan.

## Lịch sử hoạt động
Sau khi hoàn thành việc chạy thử máy và huấn luyện trong thành phần Chi hạm đội U-boat 8, U-274 được điều sang Chi hạm đội U-boat 7 từ ngày 1 tháng 8, 1943.

### Chuyến tuần tra thứ nhất
Sau khi chuyển căn cứ hoạt động từ Kiel đến cảng Bergen, Na Uy, rồi đến Trondheim, Na Uy trong tháng 8, U-274 khởi hành từ Trondheim vào ngày 1 tháng 9 cho chuyến tuần tra đầu tiên trong chiến tranh. Nó kết thúc chuyến tuần tra và quay trở về Trondheim vào ngày 13 tháng 9.

### Chuyến tuần tra thứ hai - Bị mất
U-274 lại xuất phát từ Trondheim vào ngày 13 tháng 10 cho chuyến tuần tra thứ hai, cũng là chuyến cuối cùng. Nó băng qua khe GIUK giữa quần đảo Faroe và Iceland để hoạt động trong vùng biển giữa Bắc Đại Tây Dương. Ở vị trí về phía Đông Nam mũi Farewell, Greenland vào ngày 23 tháng 10. Chiếc tàu ngầm bị các tàu khu trục Hải quân Hoàng gia Anh HMS Duncan và HMS Vidette phối hợp cùng một máy bay ném bom B-24 Liberator thuộc Liên đội 224 Không quân Hoàng gia Anh tấn công bằng mìn sâu và súng cối chống tàu ngầm Hedgehog. U-274 bị đánh chìm tại tọa độ 57°14′B 27°50′T / 57,233°B 27,833°T; toàn bộ 48 thành viên thủy thủ đoàn của U-274 đều tử trận.